# Pèndol de Foucault
|  | Aquest article tracta sobre l'experiment de física. Si cerqueu la novel·la d'Umberto Eco, vegeu «El pèndol de Foucault». |

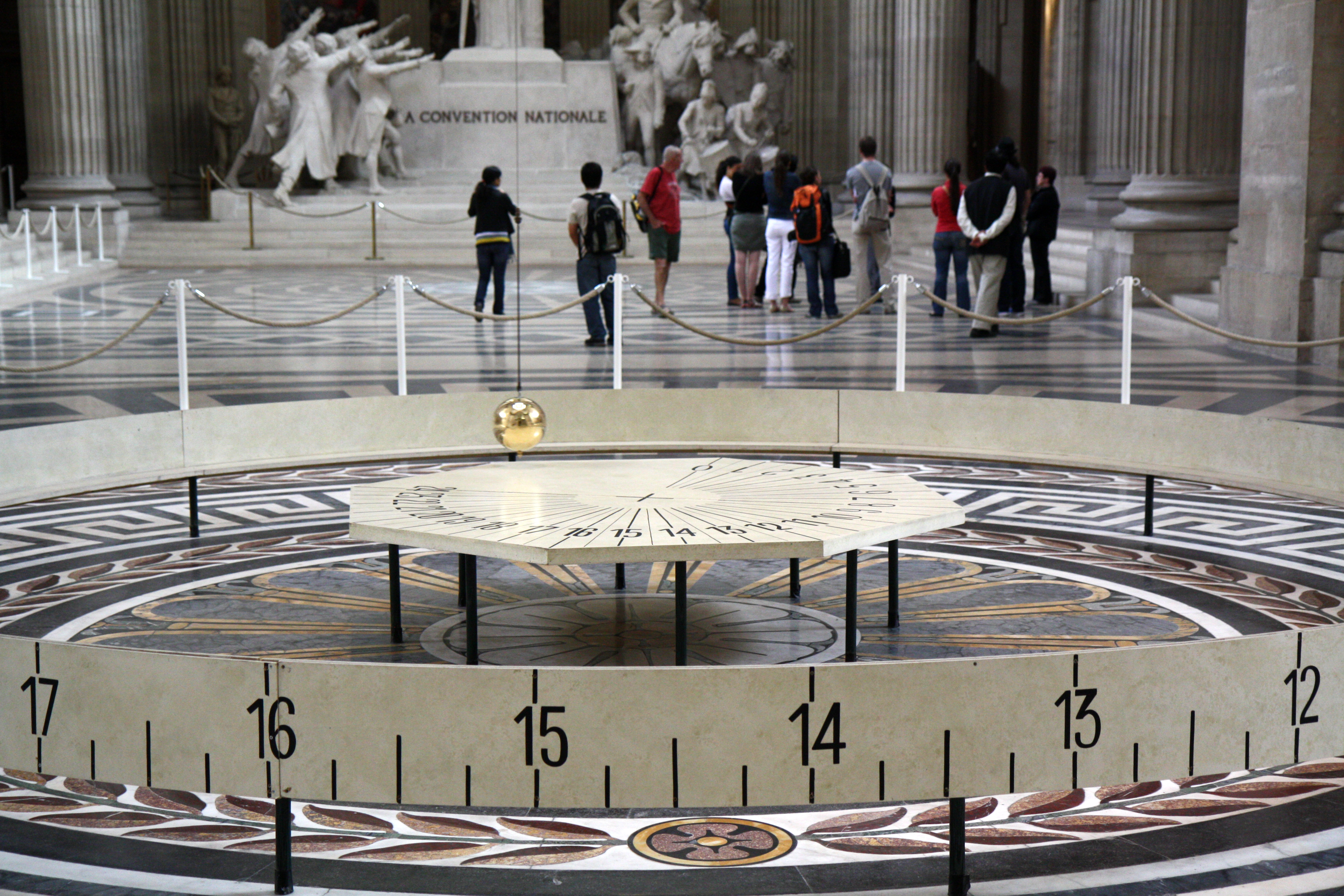
Pèndol de Foucault al Panteó de París.

Representació del moviment del pèndol de Foucault (molt exagerada).

Un pèndol de Foucault és aquell que pot oscil·lar en qualsevol pla vertical durant un temps prou llarg. El pèndol de Foucault demostra l'efecte de Coriolis en una referència no galileana i la rotació de la Terra en una referència galileana. Fou inventat pel físic francès Jean Bernard Léon Foucault.
Si se situa a l'equador terrestre, el pèndol no gira. Si se situés al pol, faria una volta de 360° cada dia al voltant de l'eix vertical. Un pèndol situat en qualsevol altre punt de la Terra gira amb una velocitat proporcional al sinus de la seva latitud; de manera que, si se situa a 45°, giravolta una vegada cada 1,4 dies i a 30° cada dos dies.

## Història

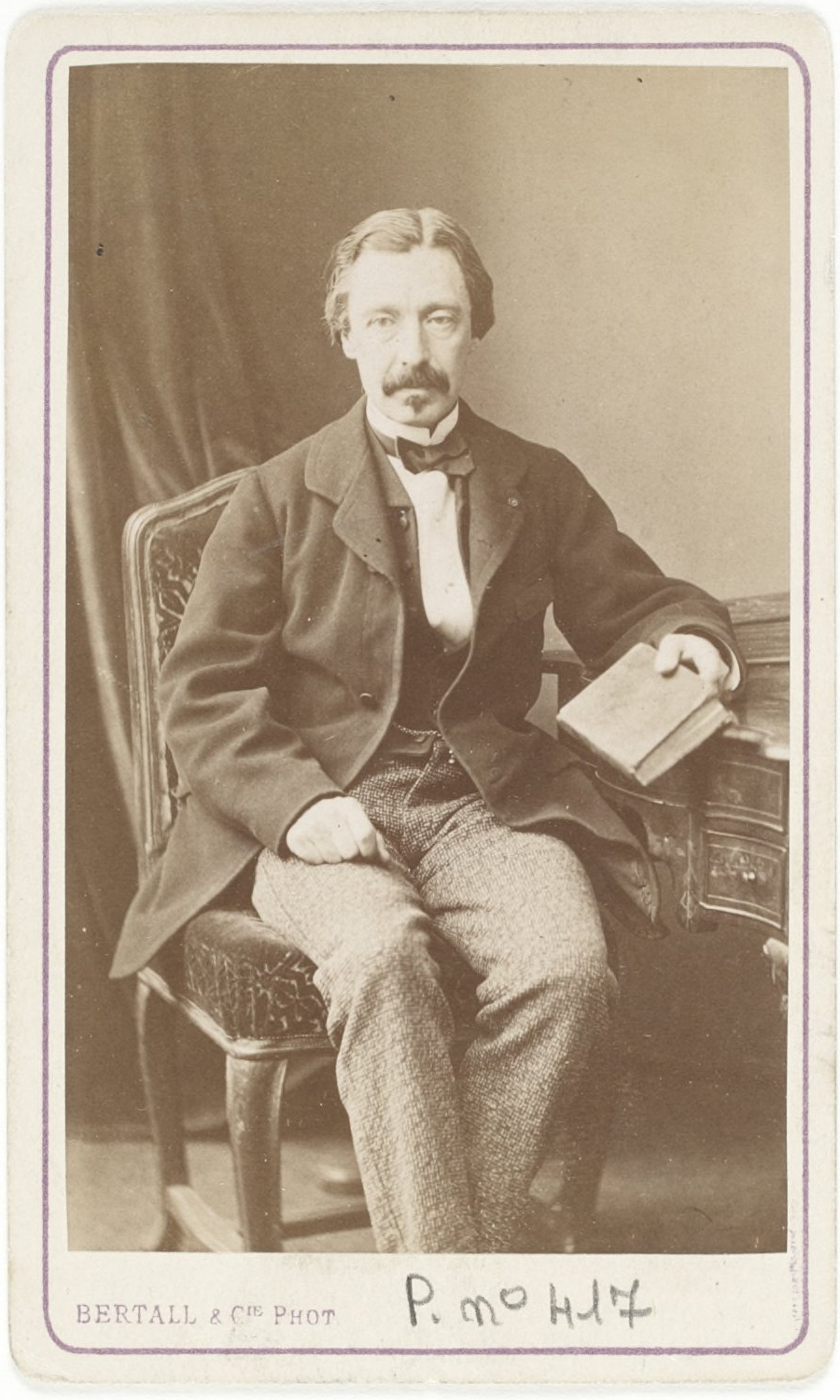
Fotografia de Léon Foucault.

El físic francès Jean-Bernard-Léon Foucault (1819-1861) no tenia formació científica formal, però tenia una gran destresa, un talent per construir aparells mecànics i una gran comprensió intuïtiva de la natura. Després de deixar la facultat de medicina, Foucault treballà com a ajudant de laboratori. Posteriorment, s'interessà pel procés fotogràfic Daguerreotip, recentment inventat, i l'emprà per obtenir la primera fotografia del Sol. Amb el seu col·laborador Hippolyte Fizeau (1819-1896), dissenyà un experiment per mesurar la velocitat de la llum mitjançant miralls giratoris i, el 1850, demostrà que la llum viatja més lentament a l'aigua que a l'aire (experiment de Fizeau).
A principis de 1851, als 31 anys, Foucault s'adonà que si pogués idear una manera de penjar un pèndol del sostre de tal manera que el pèndol fos lliure de girar en qualsevol direcció, podria veure l'efecte de la rotació de la Terra. Sembla que el camí del pèndol s'anava canviant lentament, mentre que de fet el pla d'oscil·lació del pèndol es mantindria fix mentre la Terra girava per sota d'ell. Per aconseguir-ho, el pèndol s'havia de dissenyar amb molta cura: el pes hauria de ser perfectament simètric i, en començar el balanceig del pèndol, s'havia d'alliberar suaument, ja que la més petita empenta afectaria negativament el moviment.

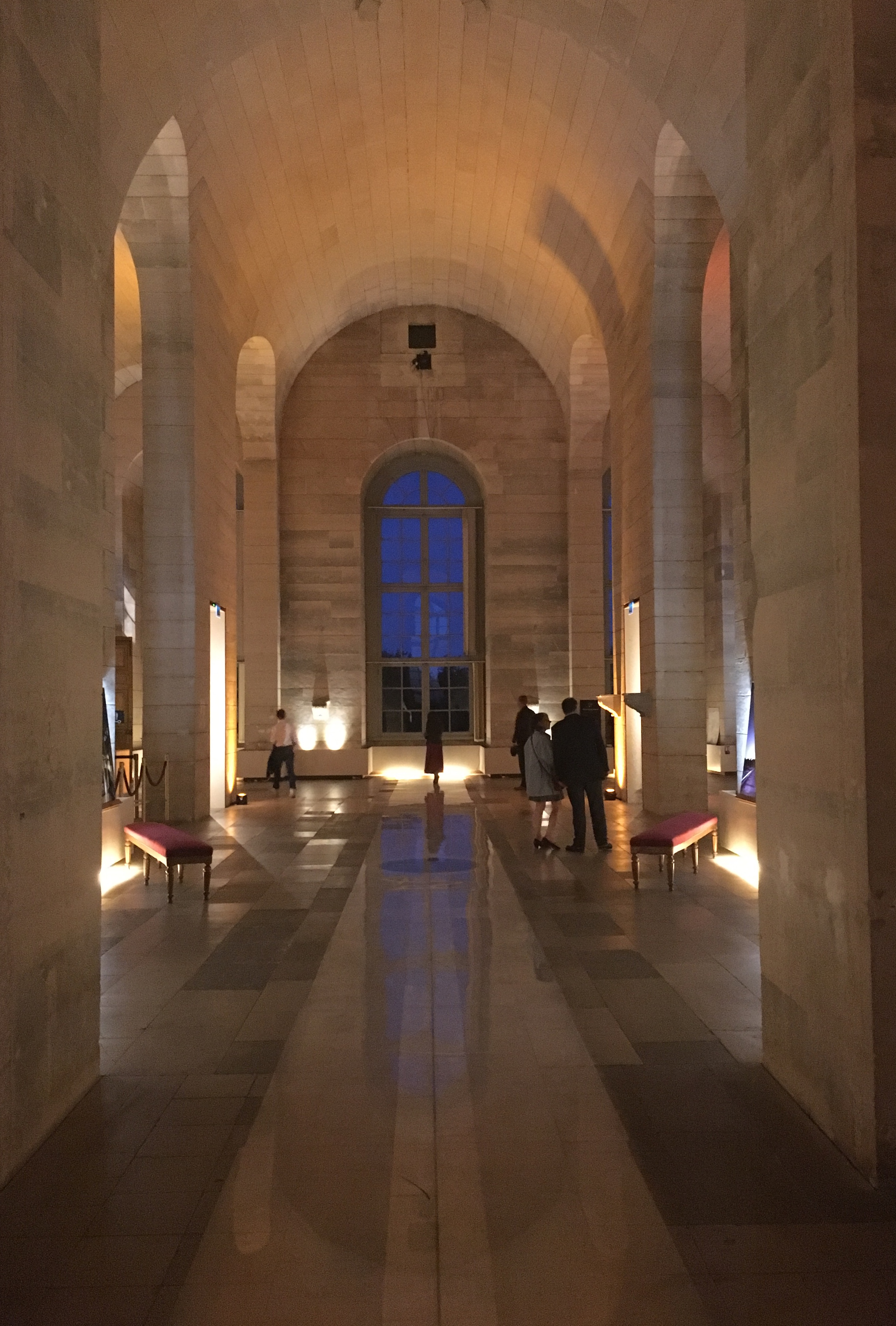
Sala Meridiana a l'Observatori de París.

El primer assaig que realitzà Foucault fou al soterrani de ca seva, al barri de Saint Germain de París. El procés de muntatge l'anà perfeccionant mitjançant assaig i error fins que el 3 de gener de 1851 ho tengué tot llest per provar si la idea era correcta. Preparà un pes de bronze de cinc quilograms i el fixà a un cable metàl·lic de dos metres de longitud. Ideà l'ancoratge de manera que el pèndol oscil·lés lliurement, sense que la unió del cable al sostre afectés el sistema. Malauradament, el cable es rompé abans de poder veure si el pla d'oscil·lació es desviava. El 6 de gener, a les dues de matí segons el seu diari, aconseguí dur a terme l'experiment amb èxit.
Foucault encarregà la feina de fabricació d'un pèndol més gros a Paul Gustave Froment, conegut per la gran qualitat dels seus treballs en bronze i altres metalls. Froment fabricà uns pesos de pèndol tan perfectes que encara continuen sorprenent qui les veu en moviment. El 2 de febrer de 1851, Foucault envià una carta als científics de París dient: «Esteu convidats a veure la Terra girar». L'endemà, a la Sala Meridiana de l'Observatori de París, els científics reunits presenciaren la primera demostració del gir de la Terra.
Tot i que aquesta primera demostració fou un èxit, el sistema científic elitista (Pierre-Simón de Laplace, Augustin-Louis Cauchy i Siméon-Denis Poisson), que mai havia acceptat Foucault per la seva manca de formació científica, es torbà a valorar els seus resultats. De fet, alguns científics de l'època havien predit que l'efecte que Foucault havia demostrat tan clarament no es produiria en absolut, o seria massa petit per observar-lo.

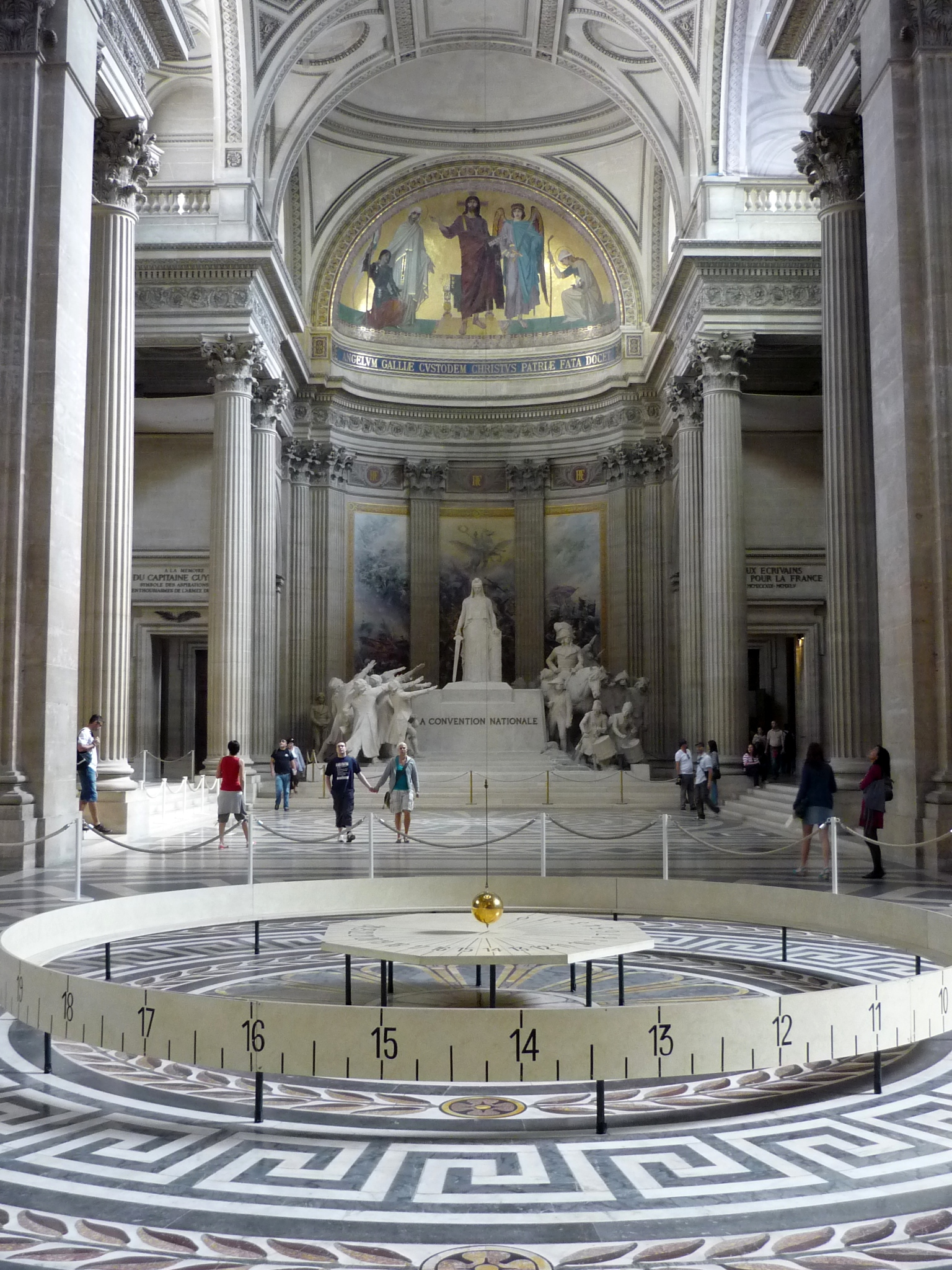
Pèndol actual al Panteó de París.

Foucault repetí l'experiment per al públic al març al Panteó, un edifici ideal per a una demostració tan impressionant per la seva cúpula alta. Foucault fe cobrir l'elegant terra de marbre del Panteó amb una plataforma de fusta, sobre la qual escampà una fina capa de sorra, de manera que el punter del pèndol traçava el seu camí a la sorra, deixant clara la lenta rotació. El pèndol en si era una esfera de llautó de 28 kg, 38 cm de diàmetre, penjat de la cúpula del panteó amb un filferro de 67 metres de llarg, i amb un període d'oscil·lació ({\textstyle T_{o}=2\pi {\sqrt {L/g_{0}}}}) de 16,4 s. L'oscil·lació completa era de sis metres. Els parisencs que assistiren a la demostració quedaren encisats i Foucault es convertí en una celebritat. Per evitar que el fregament aturàs el moviment, Foucault dissenyà un mecanisme que emprà el 1855 i que mitjançant un circuit electromagnètic impulsava lleugerament el pèndol cada vegada que passava pel punt mig.
A l'exhibició del Panteó seguir moltes altres: a la catedral de Reims, a Rennes, a la Biblioteca Radcliffe d'Oxford, a Ginebra, a Dublín, a Bristol i a Nova York. Al setembre i octubre de 1851 es dugué a terme un experiment molt important a Rio de Janeiro, situat a 22° de latitud per sota de l'equador, on com era d'esperar el pla d'oscil·lació girà en sentit antihorari, contrari a com ho feia a París. L'últim experiment de l'any tengué lloc a l'església jesuïta de Sant Ignasi de Loiola a Campo Marzio de Roma. El pare Angelo Secchi (1818-1878), astrònom, repetí l'experiment amb un pèndol de 28,5 kg suspès de la cúpula barroca de l'església a 31,89 metres d'alçada. Aquesta prova tenia un gran valor simbòlic, perquè es realitzà en el lloc que fins aleshores havia estat el gran bastió de l'anticopernicanisme.
El 1902 tornà a instal·lar-se el pèndol temporalment a instàncies de l'astrònom Camille Flammarion (1842-1925) per celebrar el 50è aniversari de l'experiment. El 22 d'octubre tengé lloc una sessió solemne amb l'assistència de nombroses personalitats, com ara el músic Camille Saint-Saëns (1835-1921), els escultors Auguste Rodin (1840-1917) i Frédéric Auguste Bartholdi (1834-1904), autor de l'Estàtua de la Llibertat i diversos familiars de Foucault, que havia mort el 1868. El pèndol actual és una rèplica instal·lada el 1995, la bolla pesa 47 kg i està recoberta d'un bany d'or.

## Moviment del pèndol

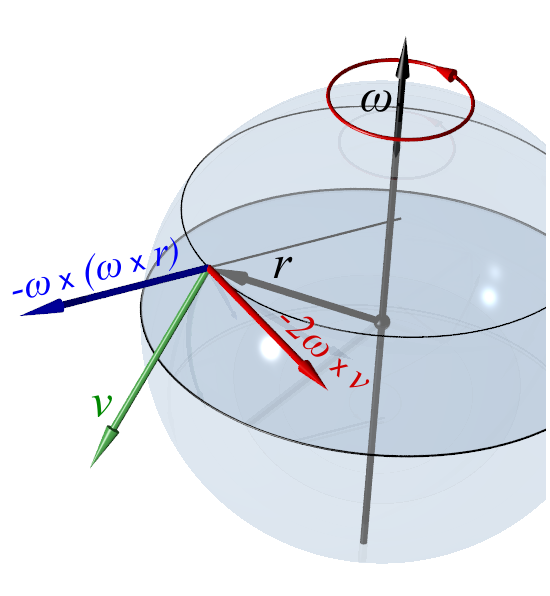
Representació de la força de Coriolis en vermell i de la força centrífuga en blau. La força de Coriolis és perpendicular a la velocitat angular (en negre) de rotació de la Terra i a la velocitat del cos (en verd).

El moviment de rotació del pèndol de Foucault es deu a la força de Coriolis. Aquesta és una força aparent que afecta el moviment d'una massa quan aquest moviment és descrit respecte al sistema en rotació, que no és inercial. Si el moviment és descrit des d'un sistema de referència inercial, per exemple des de l'exterior de la Terra, aquesta força no apareix. L'expressió de la força de Coriolis és:
{\displaystyle {\vec {F}}_{Coriolis}=-2m{\vec {\omega }}\times {\vec {v}}_{r}}
on:
- {\displaystyle m} és la massa del pèndol.
- {\displaystyle {\vec {\omega }}} és la velocitat angular de rotació de la Terra en forma vectorial (és un vector que des del centre de la Terra apunta en direcció de l'eix de rotació cap al pol Nord geogràfic).
- {\displaystyle {\vec {v}}_{r}} és la velocitat lineal de la massa del pèndol en forma vectorial. El pèndol té moviment horitzontal, dins del pla tangent a la superfície de la Terra, per tant, la velocitat es pot descompondre com: {\textstyle {\vec {v}}_{r}=v_{x}{\vec {i}}+v_{y}{\vec {j}}}.
- {\displaystyle \varphi } és la latitud del punt on oscil·la el pèndol.
- {\displaystyle ({\vec {i}},{\vec {j}},{\vec {k}})} són els vectors unitaris canònics d'un sistema de referència {\displaystyle (x,y,z)}, anomenat del pla tangent, amb un pla tangent al punt on hi ha el pèndol: L'eix {\displaystyle x} té la direcció d'un paral·lel i sentit positiu cap a l'est, l'eix {\displaystyle y} la d'un meridià terrestre i sentit positiu cap el nord, i el tercer eix, el {\displaystyle z}, té direcció radial amb sentit positiu cap a defora de l'esfera.

La força de Coriolis per a un cos que es mogui sobre el pla tangent val:
{\displaystyle {\vec {F}}_{Coriolis}=-2m{\vec {\omega }}\times {\vec {v}}_{r}=-2m{\begin{vmatrix}{\vec {i}}&{\vec {j}}&{\vec {k}}\\0&\omega \cos \varphi &\omega \sin \varphi \\v_{x}&v_{y}&0\end{vmatrix}}=2mv_{y}\omega \sin \varphi {\vec {i}}-2mv_{x}\omega \sin \varphi {\vec {j}}+2mv_{x}\omega \cos \varphi {\vec {k}}}

El pèndol no es desvia respecte d'un sistema de referència inercial, com pot ser el requadre que envolta aquesta animació. Sí ho fa respecte al sistema de referència en rotació que representa la cúpula del Panteó de París.

En oscil·lar el pendol la component de la velocitat sobre l'eix {\displaystyle x} canvia de sentit en arribar als extrems. Si {\textstyle v_{x}>0\Rightarrow {\vec {F}}_{Coriolis}} desvia cap al sud per la component negativa {\displaystyle {\vec {j}}}. Si {\textstyle v_{x}<0\Rightarrow {\vec {F}}_{Coriolis}} desvia cap al nord per la component {\displaystyle {\vec {j}}} que queda positiva. Igual passa amb la velocitat sobre l'eix {\displaystyle y}. Si {\displaystyle v_{y}>0\Rightarrow {\vec {F}}_{Coriolis}} té sentit {\displaystyle +{\vec {i}}} i es produeix una desviació cap a l'est. Si {\displaystyle v_{y}<0\Rightarrow {\vec {F}}_{Coriolis}} té sentit {\displaystyle -{\vec {i}}} i la desviació és cap a l'oest. La component {\displaystyle {\vec {k}}} és petita i no afecta perquè duu la mateixa direcció que la gravetat, molt més elevada.
La combinació de totes aquestes forces fa que el pèndol, a l'hemisferi nord giri en sentit contrari a les agulles del rellotge (quan va cap a l'est la força és cap al sud; quan va cap a l'oest la força és cap al nord; quan va cap al nord la força és cap a l'est; i quan va cap al sud la força és cap a l'oest). La intensitat de la força de Coriolis és molt petita, pel pèndol original del Panteó en el moment de la velocitat màxima (al centre) valia 3,5 mN, també el valor màxim de la força de Coriolis, que equival al pes d'una massa de 0,35 g. En cada oscil·lació el pla d'oscil·lació girava 0,051°, que equival a un desplaçament màxim de 2,5 mm.

Foucault també derivà una equació simple, coneguda com la llei sinusoidal de Foucault, que dona el temps (període {\displaystyle T}), en hores, que triga un pèndol a una latitud donada {\displaystyle \varphi } per completar una rotació:
{\displaystyle T={\frac {24\ h}{\sin {\varphi }}}}

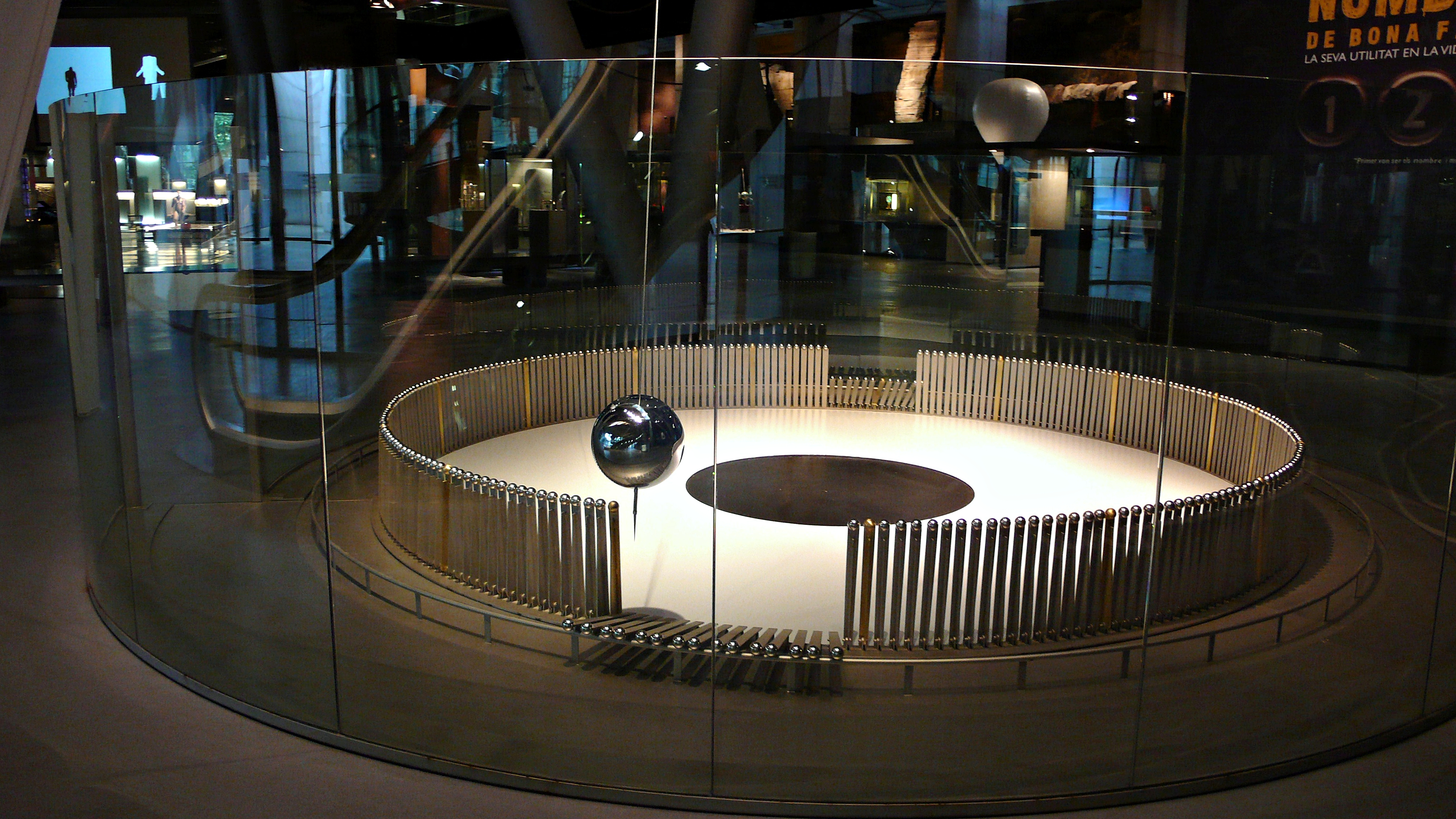
Pèndol de Foucault del CosmoCaixa Barcelona.

El pla del pèndol es desplaça cada hora un angle {\displaystyle \psi } igual a:
{\displaystyle \psi ={\frac {2\pi \ rad}{24\ h}}sin{\varphi }={\frac {360^{\circ }}{24\ h}}sin{\varphi }=15^{\circ }sin{\varphi }}

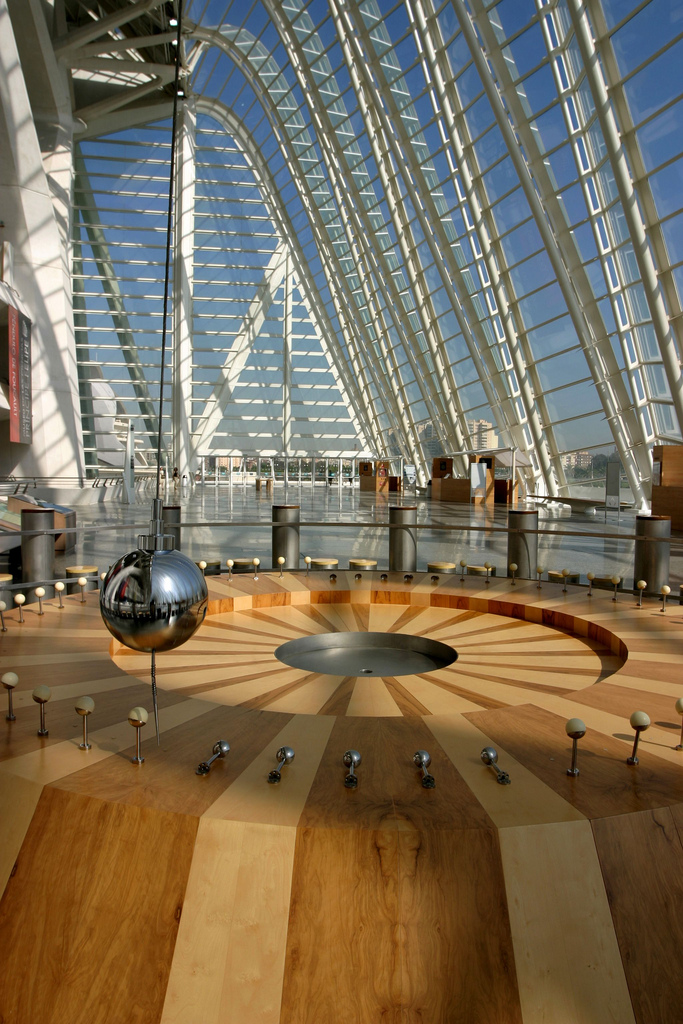
Pèndol de Foucault al Museu de les Ciències Príncep Felip de València.

Un pèndol de Foucault sempre gira en el sentit de les agulles del rellotge a l'hemisferi nord amb una velocitat que es fa més lenta a mesura que la ubicació del pèndol s'acosta a l'equador. Els pèndols originals de Foucault a París giraven en el sentit de les agulles del rellotge a una velocitat de més d'11° per hora, o amb un període d'unes 32 hores per rotació completa. La velocitat de rotació depèn de la latitud. A l'equador, a 0° de latitud, un pèndol de Foucault no gira. A l'hemisferi sud, la rotació és en sentit contrari a les agulles del rellotge.
La velocitat de rotació d'un pèndol de Foucault es pot afirmar matemàticament com igual a la velocitat de rotació de la Terra multiplicada pel sinus del nombre de graus de latitud. Com que la Terra gira una vegada al dia sideral, o 360° aproximadament cada 24 hores, la seva velocitat de rotació es pot expressar com 15° per hora, que correspon a la velocitat de rotació d'un pèndol de Foucault al pol nord o sud. El pèndol del CosmoCaixa Barcelona (latitud 41° 23′) té un període de 36,3 h movent-se a una velocitat de 9,92° per hora; i el del Museu de les Ciències Príncep Felip de València (latitud 39° 28′) pesa 170 kg i una longitud de 34 m, el seu període de rotació és de 37,76 h, una velocitat de 9,53° per hora i un període d'oscil·lació {\textstyle T_{o}=2\pi {\sqrt {L/g_{0}}}}, que no depèn de la rotació de la Terra, d'11,7 s ({\textstyle L} és la longitud i {\textstyle g_{0}} = 9,81 m/s2 l'acceleració de la gravetat a la superfície de la Terra). La velocitat de rotació d'un pèndol de Foucault en un punt donat és, de fet, numèricament igual a la component de la velocitat de rotació de la Terra perpendicular a la superfície de la Terra en aquest punt.